# Thinophilus vangoethemi
Thinophilus vangoethemi är en tvåvingeart som beskrevs av Patrick Grootaert och Henk J.G. Meuffels 1984. Thinophilus vangoethemi ingår i släktet Thinophilus och familjen styltflugor. Inga underarter finns listade i Catalogue of Life.